# آرتور تریچر
 آرتور تریچر (انگلیسی: Arthur Treacher؛ ۲۳ ژوئیهٔ ۱۸۹۴ – ۱۴ دسامبر ۱۹۷۵) یک هنرپیشه اهل بریتانیا بود.

## فیلم‌شناسی
از فیلم‌ها یا برنامه‌های تلویزیونی که وی در آن نقش داشته است می‌توان به دیشب را به‌خاطر داری؟ و مری پاپینز اشاره کرد.